# 芸術の言語
『芸術の言語：記号理論へのアプローチ』 (Languages of Art: An Approach to a Theory of Symbols) は、アメリカの哲学者ネルソン・グッドマンによる著書である。同書は、20世紀の分析的伝統における美学のなかで最も重要な仕事のひとつだとされている。初版は1968年で、1976年に改訂された。グッドマンはその後の研究生活においてもこれらの理論を洗練させ、更新しつづけ、エッセイの形式で発表した。 

## 内容

### 記号の一般理論
『芸術の言語』は、一見するとたんに芸術の哲学についての本に見える。だが同書の序論において、グッドマンは、タイトルで用いられている「言語」ということばで意味されているのは一般的な「記号システム」のことだと書いている。同書の主題の中心にあるのは、表示（reference）という概念である。 

### 類似 対 再現
同書の最初のセクションにおいて、グッドマンは、何かが別の何かを再現する（represent）にはそれに類似していなければならないというよくある想定のばかばかしさについて論証している。彼は常識と数学的関係の理論の両方に訴えることでそれをおこなっている。そして代わりに、再現は恣意的な指示の特殊な種類として考えるべきだと主張する。

### 指示 対 例示
指示（denotation）と例示（exemplification）は、いずれも表示の一種である。グッドマンは指示を「再現の核」と呼ぶ（p. 5）。何かが指示されるとは、それがラベルによって表示されることであり、そのラベルを「所有する」（possess）ことではない。 
例示とは、所有に表示を足したものである。「あらゆるものは指示されうるが、例示されうるのはラベルだけである」（p. 57）。

### 真正性：オートグラフィック 対 アログラフィック
同書のこのセクションにおいて、グッドマンは芸術の哲学における独特の問題に注意をうながす。すなわち、絵画作品の贋作は作ることができるのに、音楽作品の贋作は作ることができないのはなぜかという問題である。たしかに、オリジナルと贋作の間には、重要な美的差異がある。グッドマンはこのことを確かめ、その差異のあり方を明確にしたうえで、この問題に対するひとつの回答を提案する。彼によれば、ある芸術形式に属する作品は、どれが真正（authentic）な作品でありどれがそうでないかを特定するための記譜法（notation）がありえないとき、かつそのときにかぎり、贋作を作ることができる。
いいかえれば、音楽作品は楽譜として書き留めることが可能であり、それゆえその楽譜に適切に一致する演奏はなんであれ真正なものとみなされる。それに対して、何がある絵画作品の真正な事例であり何がそうでないかを定義するような記譜法はない。それゆえ、絵画作品の贋作を作ることができる。

### 記譜法の理論
同書の重要なセクションである同章において、グッドマンは前章で導入した記譜的なシステムについての考えを拡張する。グッドマンにとって、記号システムとは統語論的規則と意味論的規則からなる文法を持つ形式言語である。ある記号システムは、特定の諸要件、とくにそれに属する諸記号が離散的であるという要件に合致するとき、かつそのときにかぎり、記譜的と呼ばれる。 

### スコア、スケッチ、スクリプト
グッドマンは、音楽と演劇、ドローイングと絵画、ダンスと建築といった芸術形式によく見られる記譜の手法を検討している。こうした芸術形式のいずれも、彼の理想的な記譜法にぴったり当てはまるものではないが、それでもなお、それらは当の芸術形式の目的にとって十分なものである。グッドマンは、芸術の議論においてよく使われる言葉づかいを批判してはいるものの、「専門的な言説にとってきわめて重要な問題がわれわれの日常的な言葉づかいを左右すべき」（p. 187）だと考えているわけではない。

## 書誌情報
- Goodman, Nelson. Languages of Art. Hackett Publishing Company, 1976.

### 日本語訳
- ネルソン・グッドマン著、戸澤義夫・松永伸司訳『芸術の言語』慶應義塾大学出版会、2017年。ISBN 9784766422245